# Bokn
Bokn est une kommune de Norvège. Elle est située dans le comté de Rogaland.
La municipalité insulaire est composée de trois îles habitées (Ognøya, Austre Bokn et Vestre Bokn) et de 123 îles et îlots.